# Plaga de topillos en Castilla y León de 2007

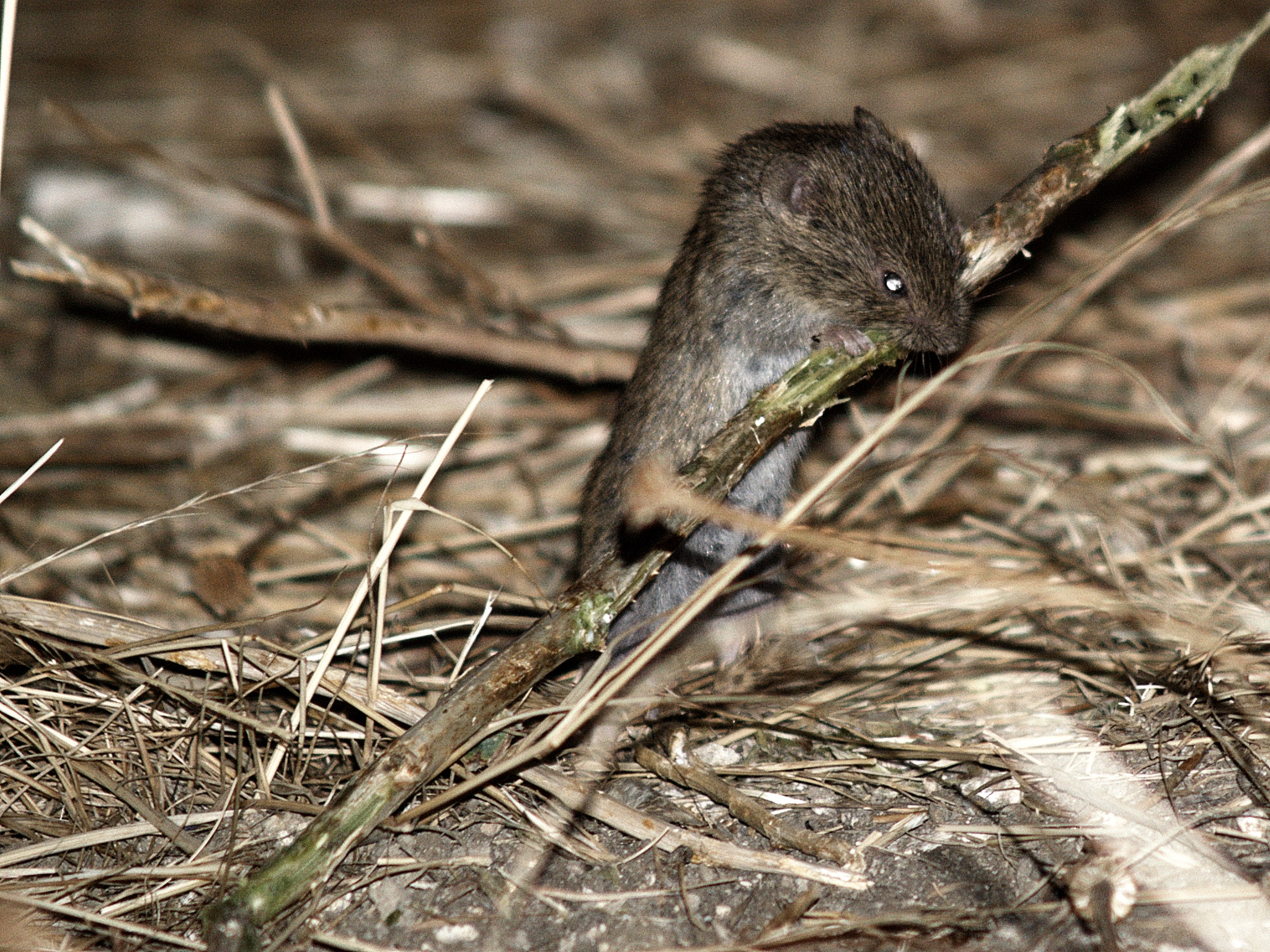
Topillo en plena acción en la localidad vallisoletana de Campaspero, que aunque no ha sido de las más afectadas, también ha sentido los coletazos de la plaga.

La plaga de topillos en Castilla y León de 2007 comenzó a desarrollarse a principios del verano de 2006 en dicha comunidad autónoma española, concretamente en la provincia de Palencia. La plaga adquirió relevancia a partir del verano de 2007, cuando los campos de la meseta se vieron repletos de estos roedores que arrasaban los cultivos, especialmente los de regadío. Tras un verano devastador, la plaga se dio por finalizada institucionalmente a finales de septiembre de 2007, al haber descendido la densidad de estos roedores en toda la comunidad, pero la abundancia de estos aún fue anormal durante los tres meses siguientes. Solamente tras la llegada de las heladas y el frío de los meses de noviembre y diciembre terminó definitivamente. El culpable fue el topillo campesino (Microtus arvalis), que arrasó los cultivos de la meseta norte. Esta especie euroasiática únicamente había penetrado en la península ibérica hasta la Cordillera Cantábrica, donde se diferenció y llegó a ser una subespecie que recibe el nombre de Microtus arvalis asturianus. Esta comenzó a extender su hábitat hacia el sur, liberándose de sus depredadores naturales, las rapaces. En años normales, su población no llegaba a superar los 100 millones, pero en el verano de 2007, se estima que alcanzaron por lo menos los 700. Arrasaron un total de 500.000 hectáreas de cultivos y provocaron pérdidas por valor de 15 millones de euros. Su voracidad les llevó a ser calificados como el azote de Castilla.
Estuvo presente en toda la comunidad de Castilla y León, siendo las más afectadas las provincias de Valladolid, Segovia, Palencia y Zamora, especialmente en las zonas de Tierra de Campos, y en la zona limítrofe con Tierra de Medina, en la que confluyen otras provincias como Salamanca y Ávila. Además, llegó a situarse en los municipios del Aliste, a punto de cruzar a Portugal.

## Causas
Las causas de la plaga de estos roedores son numerosas, una suma de factores que ha arruinado cosechas enteras, especialmente de remolacha, patata, cebolla y zanahoria. El invierno de la Meseta, caracterizado por ser el más frío de la península ibérica, fue en 2007 más benévolo, reduciéndose el número de heladas, que prácticamente no existieron. El invierno dio paso a la primavera, que continuó con unas temperaturas ligeramente superiores a la media. Todo esto propició una explosión demográfica en los topillos, un animal que se caracteriza por reproducirse muy rápido y alcanzar una madurez sexual en poco tiempo. Es una especie que presenta varios partos anuales, con varias crías por camada, por lo que la explosión se produjo sin demasiada dificultad.
Se ha señalado, asimismo, como causa de la proliferación de los topillos la denuncia que presentaron grupos ecologistas ante la Junta de Castilla y León, en marzo de 2007, contra el uso de veneno que se estaba empleando para detener la incipiente plaga. Desde la Asociación de Jóvenes Agricultores (ASAJA) han culpado a la administración y a los grupos ecologistas por la paralización de las medidas preventivas que, en su opinión, podría haber impedido la elevada magnitud de la crisis.

## El topillo campesino

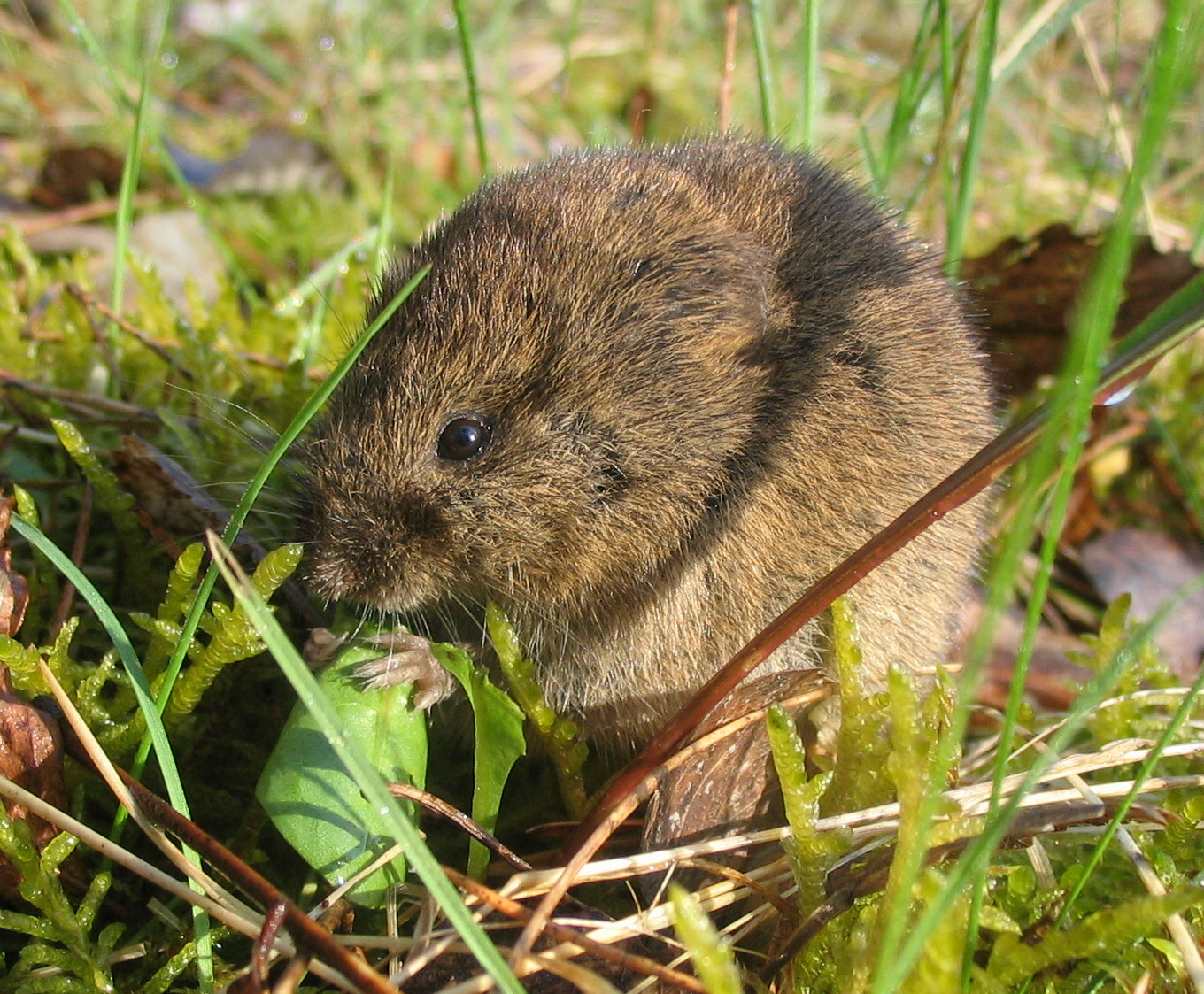
Topillo campesino.

El topillo campesino de la meseta Norte española es una subespecie ibérica denominada Microtus arvalis asturianus que se distingue de los demás miembros de la especie por rasgos muy leves. Éste, concretamente, es originario de la mitad norte de la península ibérica y no es igual al M. a. meridionalis, que habita los Pirineos, ni al M. a. arvalis europeo (aunque las diferencias son tan sutiles que solo pueden distinguirse al compararlos detenidamente), así como del topillo campestre (Microtus agrestis), todos ellos adaptados a biotopos más húmedos que el primero. Algunos autores niegan la existencia de la subespecie pirenaica, que es demasiado parecida a la europea, pero aceptan la distinción de la subespecie meseteña en función de su tamaño y de su aislamiento bio-geográfico.
La subfamilia Arvicolinae está formada por más de 130 especies de topillos herbívoros de los que, solo en España, existen 10 (una especie de Chionomys, otra de Clethrionomys, dos de Arvicola y seis de Microtus). El topillo campesino castellano y leonés es uno de los de mayor tamaño: longitud (incluida la cola) de hasta 144 mm, peso de hasta 72 gramos. Su aspecto es redondeado, de cuello corto, cuerpo rechoncho, hocico muy ancho de mandíbulas poderosas, pelaje pardo claro y dorso grisáceo. Uno de sus rasgos distintivos respecto a otros micrótidos es que las orejas, aunque pequeñas, son visibles y que los arcos cigomáticos están bien desarrollados.
Como se ha dicho, en el resto de Europa habita la subespecie Microtus arvalis arvalis que ocupa toda la zona centro-atlántica, desde Rusia central a Francia. No parecen existir en las zonas insulares (salvo alguna excepción) y tampoco son habituales en el área mediterránea.

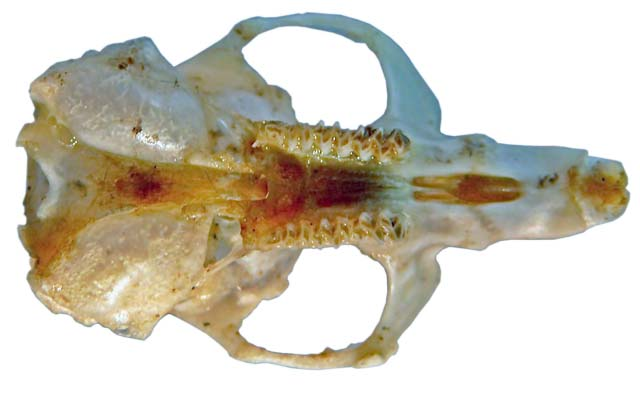
Cráneo de Microtus arvalis asturianus, norma basal.
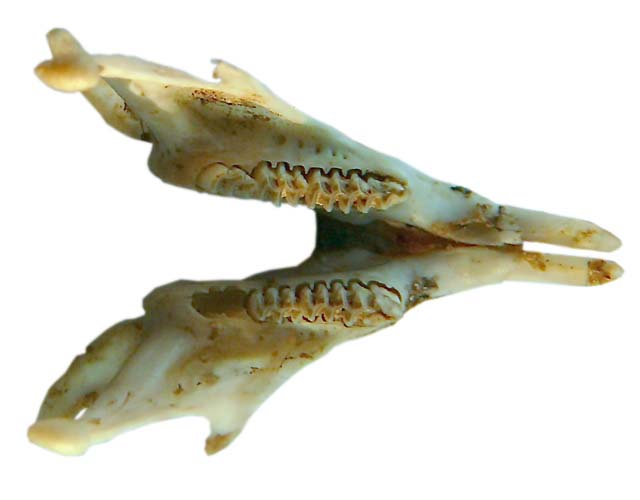
Maxila de Microtus arvalis asturianus.
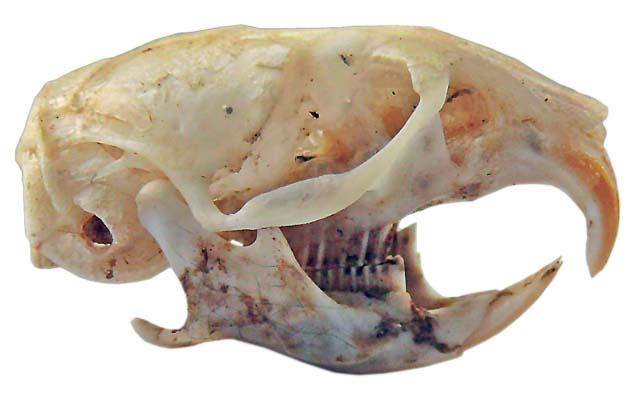
Cráneo de Microtus arvalis asturianus, norma lateral.
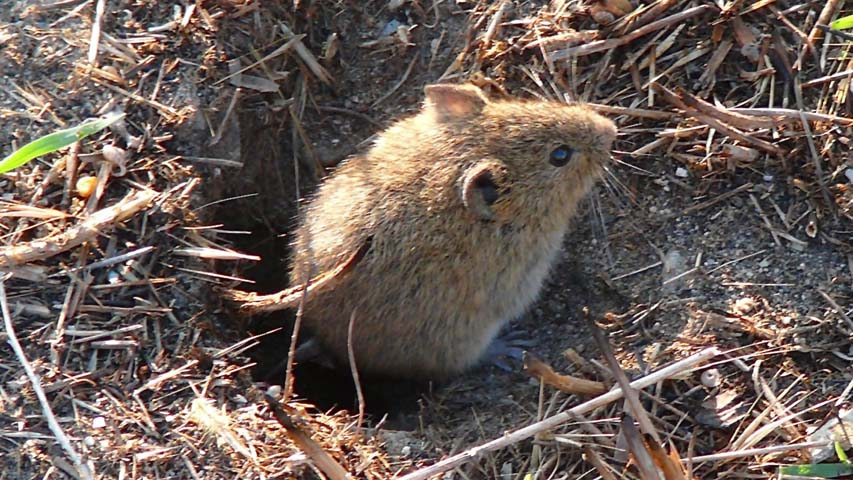
Topillo junto a su madriguera.

## Etología
El topillo campesino es estrictamente herbívoro, prefiere lo verde, pero, en casos de necesidad se alimenta de cualquier tipo de vegetal, salvo aquellas plantas que puedan resultar tóxicas (por ejemplo, el estramonio).
Suele refugiarse en galerías que excava en terrenos blandos, a veces con las bocas bajo tocones o piedras. Sus madrigueras tienen varias entradas y no son muy profundas; en el interior, uno o varios nidos acondicionados con una cama de materia vegetal entrelazada formando una bola. No deja montones de escombros, como otros pequeños excavadores; en cambio, son muy característicos las pistas o surcos, ya que sus movimientos en el exterior suelen seguir siempre idéntico recorrido. Algunas de estas sendas comunican entre sí las bocas de unas madrigueras o llevan a los comederos más frecuentados. Su territorio se estima en unos 150 m². Algunas, incluso enlazan con cubiles de otras colonias vecinas.
Aunque los machos pueden llegar a ser territoriales, la especie se adapta tanto a condiciones gregarias como solitarias. Si bien, no es mucho lo que se sabe de ellos, se ha podido comprobar que las hembras solitarias son menos prolíficas que las hembras gregarias, aunque las posibilidades de supervivencia disminuyen viviendo en grupo. Además, una hembra solitaria puede alcanzar la madurez sexual a las dos semanas, mientras que las hembras gregarias lo hacen a las tres semanas. De cualquier modo, pueden llegar a tener seis camadas a lo largo de su vida, cada una de las cuales oscila entre tres y doce crías que apenas pesan dos gramos; siendo la temporada reproductora la primavera y el verano, especialmente (por lo que su potencial biótico es elevado). En todo caso, la cantidad de crías y el número de partos por hembra parecen determinados por factores ambientales. Los machos alcanzan la madurez al mes de vida, si bien, la mayoría no pasa de los cuatro meses, se han atestiguado casos excepcionales de topillos con seis o más meses de edad. 

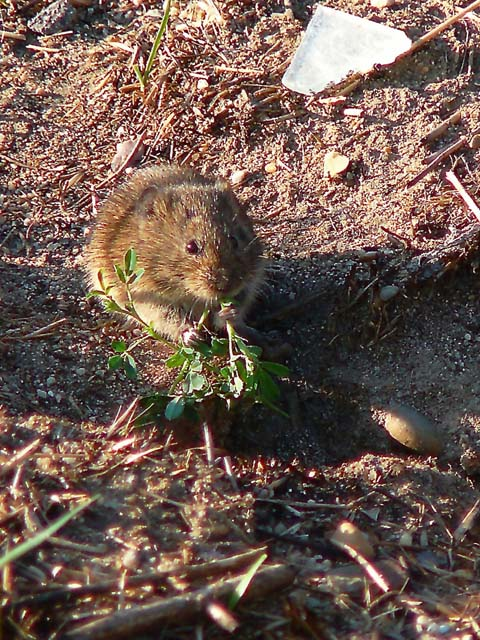
Topillo campesino comiendo un tallo tierno
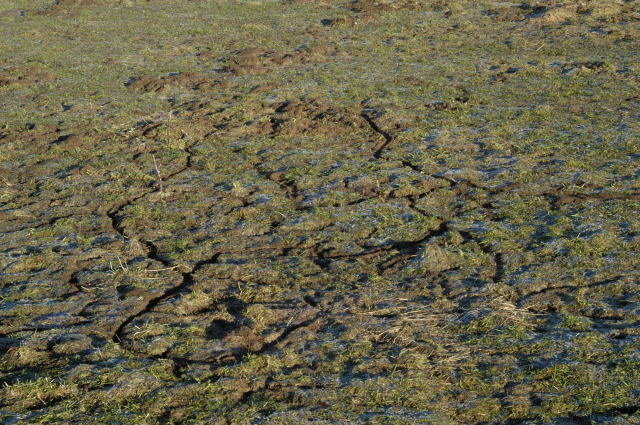
Sendas creadas por el paso de topillos
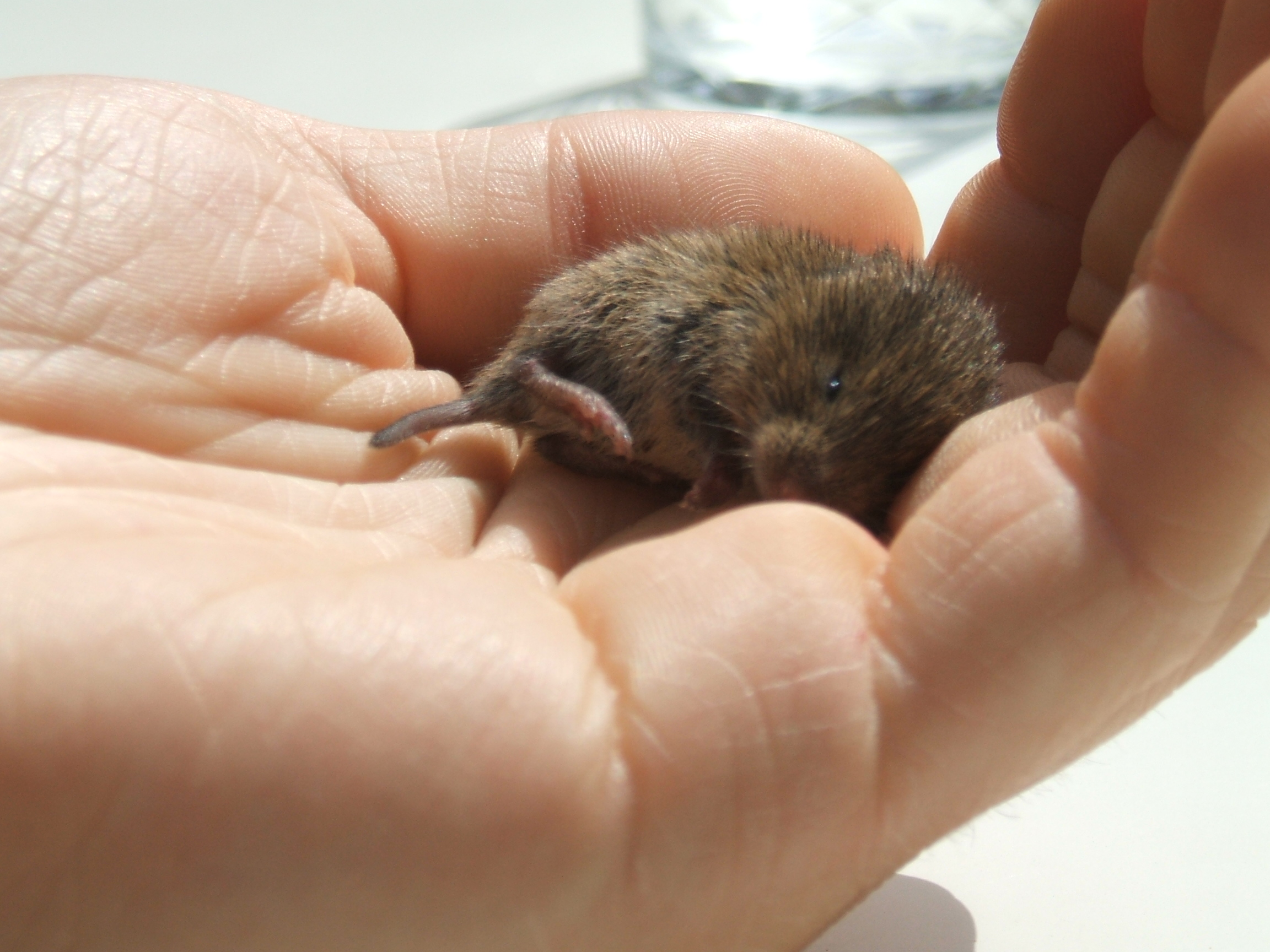
Cría de Microtus arvalis
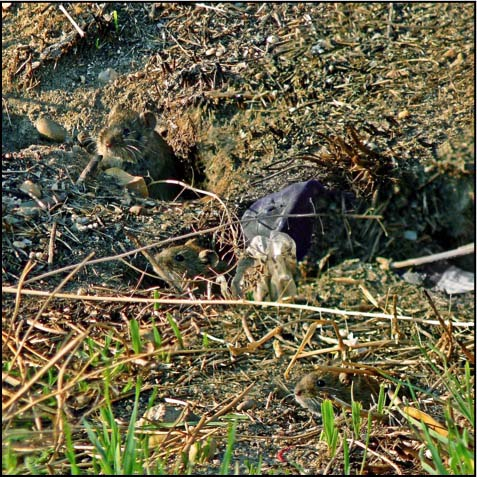
Tres topillos asoman de sus madrigueras

Su actividad no parece regularse por el sol, sino que alternan cortos espacios de intensa actividad con otros de descanso (de unas dos o tres horas), tanto por el día como por la noche[cita requerida].
El topillo castellano gusta de espacios abiertos con abundantes herbáceas y zonas de matorral, entre los 500 y los 1500 metros de altitud, en los que las lluvias no son especialmente abundantes (entre 350 mm y 1500 mm). En las zonas en las que conviven las subespecies asturianus y arvalis, el primero ocupa las áreas más cálidas y secas, mientras que el segundo habita las de mayor humedad. Al sur del Sistema Central español los topillos campesinos son escasos, quizá debido a la eficaz competencia de otros múridos, como Microtus cabrerae.
En condiciones normales la densidad típica es de 5-10 individuos por hectárea. Durante la plaga desatada en Castilla y León se han llegado a registrar hasta 1500 roedores por hectárea en las zonas más afectadas.
Pueden trasmitir enfermedades al ser humano como la tularemia, por contacto directo o con partículas de polvo que estuvieron en contacto con el animal o con sus heces. La plaga ha podido ser la causa de 42 casos en la región, reconocidos oficialmente por la Junta de Castilla y León. Según el PSOE de Castilla y León los casos podrían ascender a 270. Además la apertura de la media veda ha llevado al ejecutivo regional a pedir que no se consuman las piezas de caza por temor a posibles infecciones por esta enfermedad.

## Extensión del topillo por provincias
La provincia de Palencia, lugar donde se originó la plaga es la provincia más afectada por la extensión de los topillos seguida de Valladolid y Zamora. Por su parte, la provincia de Soria ha sido en la que la plaga ha tenido una menor repercusión. 
     Concentración alta     Concentración media     Concentración baja

Provincia de León
Provincia de Palencia
Provincia de Burgos

Provincia de Zamora
Provincia de Valladolid
Provincia de Soria

Provincia de Salamanca
Provincia de Ávila
Provincia de Segovia

## Consecuencias de las plagas de topillos campesinos
Desde el punto de vista ecológico, las explosiones demográficas de topillos tienen efectos perjudiciales, pero también algunas consecuencias beneficiosas; por ejemplo, al ser animales excavadores, sus madrigueras generan ciertos beneficios para la tierra, incrementando su fertilidad, al aumentar la materia orgánica subterránea (como la vegetación enterrada, las heces o sus propios cadáveres en descomposición); asimismo, aumentan la aireación del terreno y lo hacen más esponjoso; por último, favorecen los procesos edafológicos al remover el suelo en sus excavaciones y facilitar la filtración de agua. Algunos investigadores han llegado a afirmar que «La abundancia de topillos en Castilla y León durante las últimas décadas ha contribuido a aumentar la diversidad faunística del valle del Duero».
Sin embargo, como se ha visto, también tienen sus efectos nocivos: uno de los más preocupantes es que estos pequeños animales pueden ser vehículo de transmisión de graves enfermedades que afectan tanto a animales con los que conviven o a los que alimentan, como a seres humanos. Concretamente, el Microtus arvalis es conocido en ámbitos científicos por ser huésped de numerosos parásitos y portador de diversas patologías, como enfermedades víricas como la rabia o el hantavirus, enfermedades bacterianas como la leptospirosis (o enfermedad de Weil), la listeriosis, la borreliosis (o enfermedad de Lyme) y, la más temida, la tularemia. Entre los parásitos se encuentran desde protozoos (babesiosis), hasta helmintos (hidatidosis).

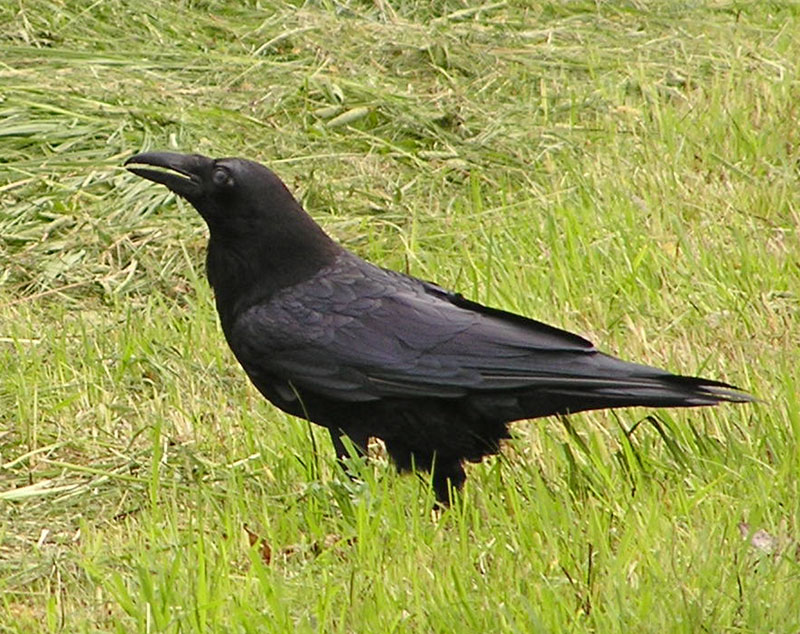
El cuervo común es uno de los enemigos naturales de los topillos.
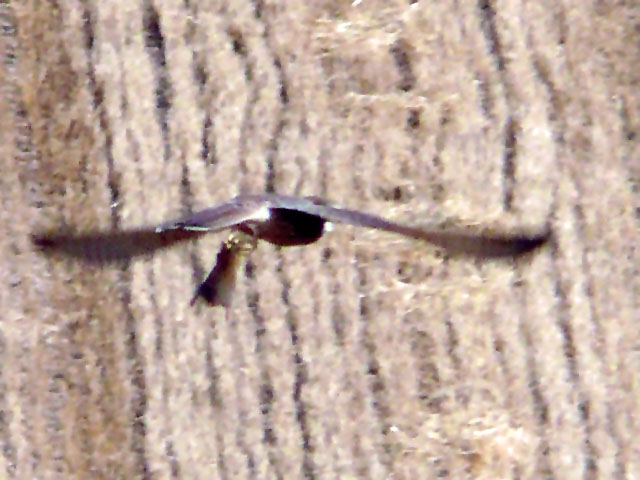
Aguilucho pálido volando con un topillo en sus garras.
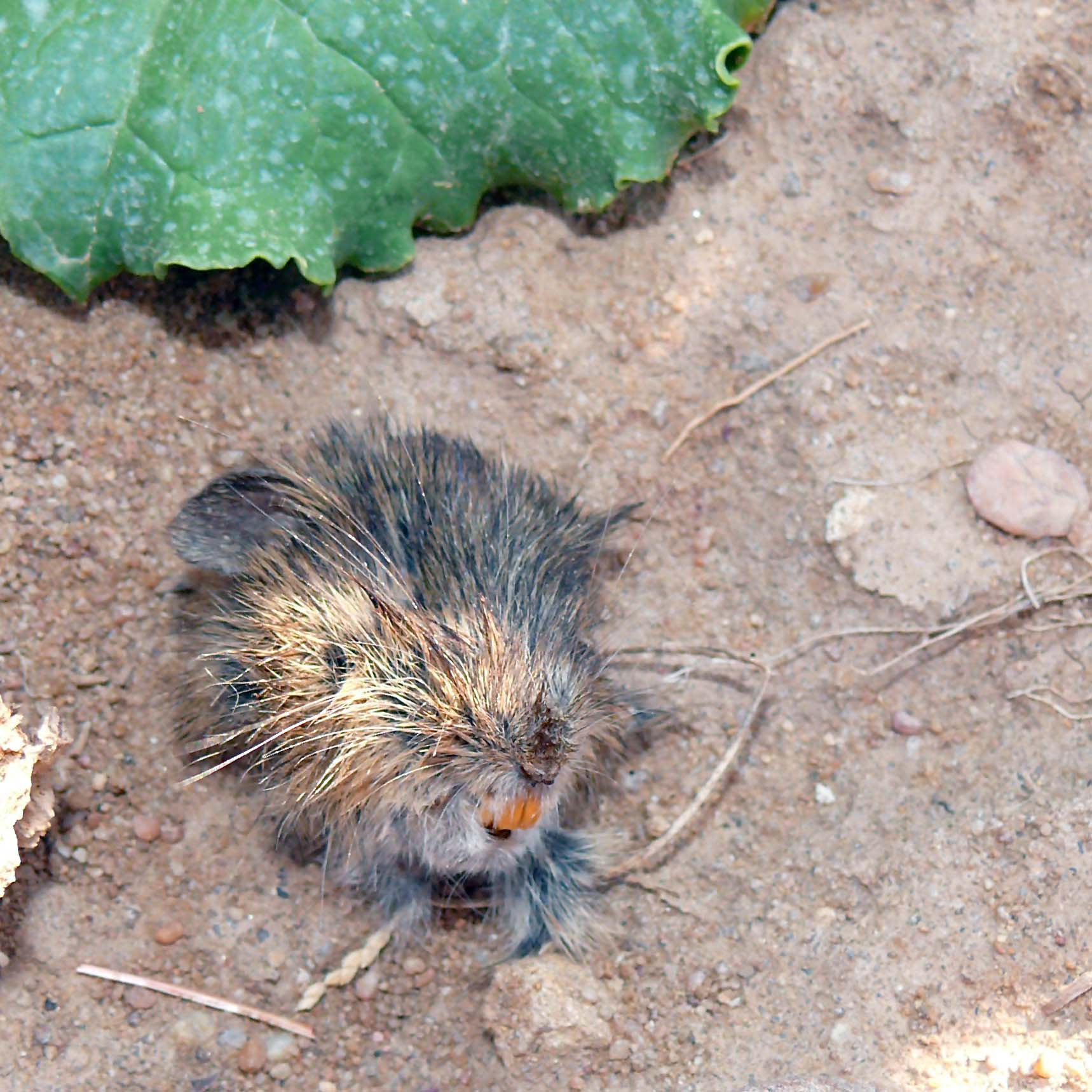
Restos de un topillo devorado por un predador (solo queda la cabeza).

Por otro lado, como se ha visto, la abundancia de presas fáciles al principio favorece tanto a los predadores (al proporcionarles abundante alimento), como a otras especies, reduciendo la presión venatoria que sufren. Pero, dado que la duración de las plagas es inferior al ciclo de vida de la mayoría de los predadores, cuando los topillos comienzan a escasear se produce ese efecto rebote ya mencionado. De hecho, ciertos especialistas en la predación de arvicolinos afirman que el impacto de los mamíferos (estables) es mayor que el de las aves (muchas migratorias) y que en el caso de la comadreja, su curva de abundancia es una réplica de la de los topillos, con unos meses de desfase. En resumen, si crece el número de animales que necesitan alimentarse de carne, tarde o temprano centrarán sus objetivos en otros animales, a veces especies amenazadas, vulnerables o de singular interés para el ser humano:

«Aunque la cría de las tetraónidas era mejorada por los picos de las poblaciones de ratones, no hubo efecto residual sobre el tamaño de la población. En cambio, había menos gallos adultos en los años posteriores a los de los picos en las poblaciones de ratones, especialmente en los conteos de julio, debido a que no se eliminaron ni zorros ni martas. Una explicación posible es que los predadores criaban con más éxito cuando las poblaciones de ratones eran abundantes, y entonces mataban más tetraónidas en inviernos o al comienzo de la siguiente temporada de cría.»
Marcström, V; Kenward, R. E. y Engren, E., 1988, p. 872.

Centrándonos en este último aspecto, para los humanos, estas explosiones demográficas son funestas plagas y sus inicuas consecuencias son múltiples y se ramifican hacia los campos más insospechados: la economía, el ocio, la salud, la sociedad..., causando incluso alarma social por lo que no es extraño que el tema alcance tintes políticos, utilizándose, entre los diversos grupos ideológicos, como arma arrojadiza.

### Consecuencias para las cosechas
El topillo campesino es considerado el vertebrado más perjudicial para la agricultura, no solo española, sino de toda Europa; ya que los picos de abundancia de arvicolinos son comunes a todo el hemisferio norte. Su dieta fundamental se compone de tallos tiernos y verdes, aunque también aprovechan las hojas y los restos de espigas. La plaga de 2007 parece haber surgido en Tierra de Campos (Palencia), y se ha extendido por toda la comunidad autónoma. Se ha estimado, sin demasiado rigor, que hay más de 200 000 hectáreas afectadas en Castilla y León y que las pérdidas pueden superar el millón de euros.

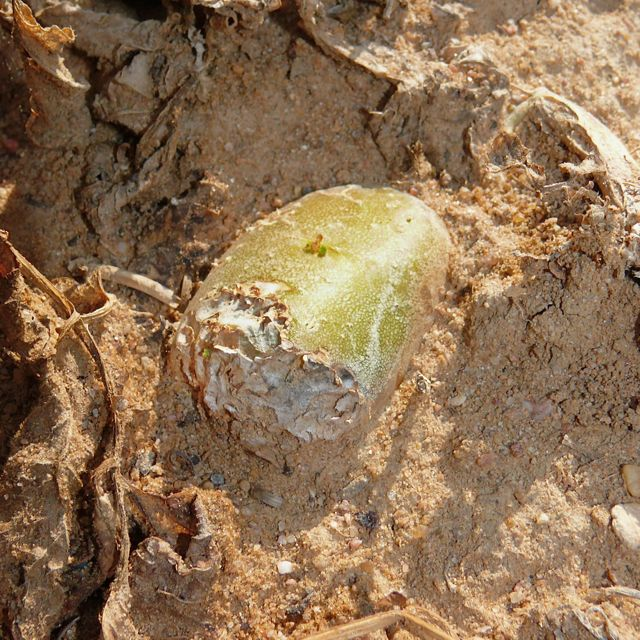
Patata.
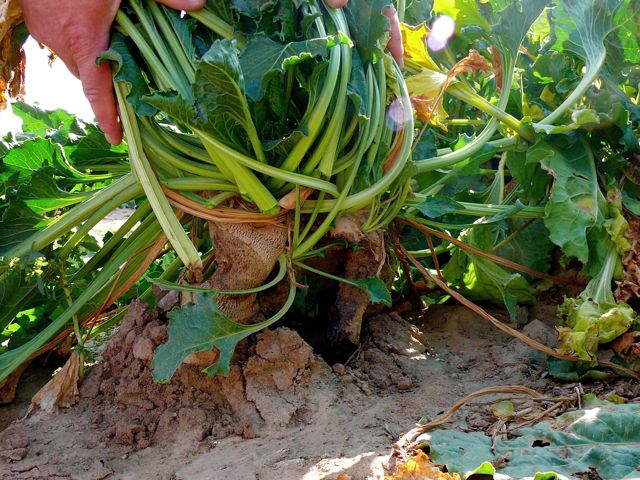
Remolacha.
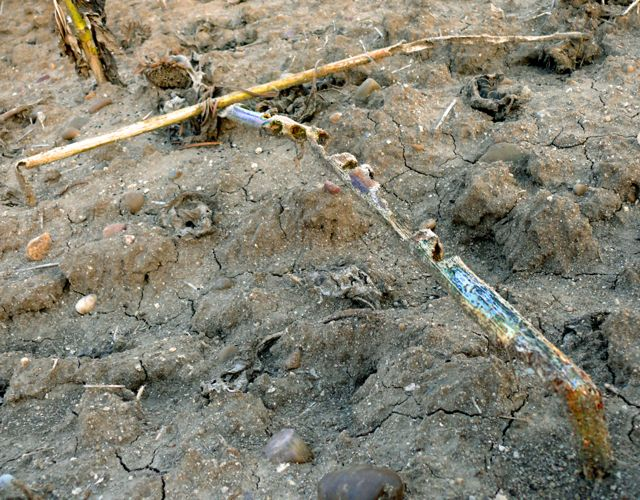
Girasol.
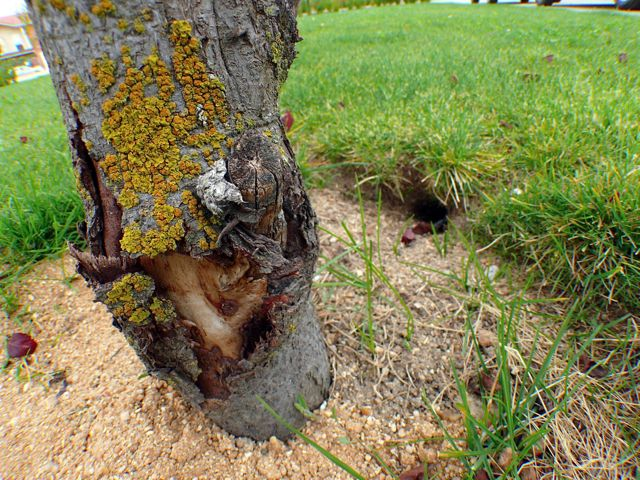
Árbol.

En época de siembra, los topillos instalan sus madrigueras en las cunetas y linderos, a salvo de los arados; pero, cuando esta termina, se trasladan al interior de las tierras de labor. En los campos de cereal o de plantas forrajeras llegan a formar rodales vacíos; existen datos procedentes de Estados Unidos que demuestran que con unos 200 roedores por hectárea ya se pierde el 5 % de la alfalfa, teniendo en cuenta que esa cifra se sobrepasa ampliamente en las plagas castellanas, se puede obtener una idea de las dimensiones del desastre. En las remolachas suelen comer el tubérculo y, aunque no consuman toda la planta, provocan su rápida putrefacción. También roen el tallo de los girasoles hasta que caen al suelo. A pesar de que pocos lo esperaban, los topillos están alimentándose también de los viñedos, y aunque se limitan a brotes tiernos, si afectan a la base de los pámpanos, pueden malograr las cosechas de años venideros. A veces, el daño no se manifiesta hasta que es demasiado tarde y no es posible tomar medidas correctoras. Tampoco los árboles frutales escapan a su ataque, ya que, al roer la corteza de la base de su tronco, los debilitan o los destruyen.

### Consecuencias sanitarias

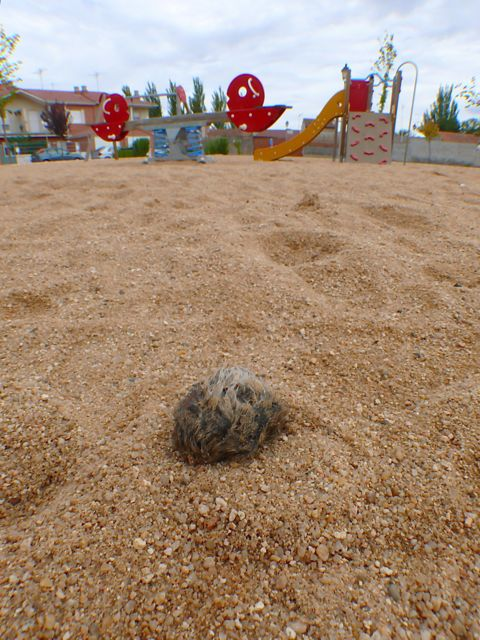
Cadáver de topillo aparecido en el arenero de un parque infantil, algo habitual en el ámbito rural de Castilla y León durante el verano de 2007.

Los roedores constituyen casi la mitad de las especies de mamíferos conocidos, no solo son el tipo de animal que más problemas causan a los seres humanos, además son el reservorio natural más grande de agentes patógenos contagiosos; es lo que se denomina zoonosis (del griego zoon, animal, y nosos, enfermedad). Ya se ha señalado, más arriba, que los topillos campesinos son agentes zoonóticos muy activos, más aún en periodo de abundancia, cuando es más fácil que entre en contacto con las personas o con los animales que se relacionan con ellas (mascotas, ganado…).
Muchos de los riesgos de transmisión de patógenos tienen que ver con las actividades recreativas, a las que se ha prestado menor atención que a otros problemas como, por ejemplo, las pérdidas económicas. Las plagas suelen coincidir con el periodo vacacional, y muchos de los niños o adolescentes que viven en el ámbito rural han sido testigos de la masiva presencia de topillos en parques, jardines o huertos dentro del propio casco urbano. Al ser roedores menos agresivos y más torpes que los ratones domésticos o las ratas, confieren una falsa sensación de inocuidad, por lo que enseguida se ha puesto de moda perseguirlos, capturarlos o matarlos como una diversión más. El peligro es, sin embargo, considerable, no solo por la posibilidad de infectarse con una serie de enfermedades graves (ya citadas), sino porque los más pequeños (bebés, incluso) acceden a cadáveres, más o menos putrefactos, que han quedado en el césped o en el arenero del parque al que suelen acudir a jugar, donde, además, pueden sobrevivir sus pulgas, garrapatas y otros ácaros por mucho tiempo. Eso por no hablar de las piscinas o los depósitos para el riego en los que estos animales se ahogan por decenas cada noche.
Otro riesgo relacionado también con actividades de ocio tiene que ver con la caza menor. De hecho, la junta de Castilla y León, a través de la sección de Especies Cinegéticas de la Dirección General del Medio Natural, de la Consejería de Medio Ambiente, se ha visto obligada a publicar una serie de consejos para evitar problemas relacionados con la plaga. Desafortunadamente, pocos se habían preocupado de este asunto antes por considerarlo una simple molestia, a lo sumo un problema ajeno del que debían ocuparse los agricultores. Pero la perspectiva de un perro envenenado (o asfixiado por el bozal), un cazador infectado de tularemia o, incluso intoxicado por los rodenticidas ha generado alarma y controversia. La falta de previsión y la precipitación, tanto por parte de las Sociedades de Cazadores (que se felicitaban de las buenas expectativas de la temporada), como por las autoridades competentes, ha quedado demasiado en evidencia. En consecuencia, todos intentan echar balones fuera, inculpándose unos a otros.

### Consecuencias administrativas
La inoperancia de la Junta de Castilla y León ante la rápida expansión de la plaga, llevó a que miles de agricultores de la región se manifestaran en las calles de Valladolid el día 2 de agosto ante la sede de la Junta para reclamar soluciones.
Ante la pasividad administrativa, los agricultores comenzaron a tomar sus propias soluciones, mediante la cava de zanjas, en las que se echaba agua para que posteriormente los topillos cayeran en ella y murieran ahogados. A la cabeza de la búsqueda de soluciones se situó la localidad vallisoletana de Villalar de los Comuneros, que de la mano de su alcalde, idearon un arado que permitía destrozar las madrigueras de los roedores. Ambos intentos, resultaron insuficientes.
Las primeras soluciones institucionales llegaron tarde, el día 9 de agosto, estando ya presentes los topillos en los cascos urbanos de algunas localidades, con la quema de rastrojos, siendo la primera localidad Fresno el Viejo, de Valladolid.
Con su expansión al mundo vitivinícola y los daños provocados, estimándose un 40 % de pérdidas en la vendimia, sumados a las pérdidas que acarreará en el mundo ganadero, el sector primario castellanoleonés estaría condenado.
Todo ello llevó a que numerosos alcaldes de la zona pidieran la declaración de zona catastrófica.

## Las plagas cíclicas de topillos campesinos en Castilla y León
Las llamadas plagas de topillos eran prácticamente desconocidas en España hasta hace unas décadas, como confirmaba el naturalista Juan Delibes de Castro en el año 1989:

«En España, las poblaciones de topillo campesino (Microtus arvalis) eran hasta ahora muy reducidas y se hallaban localizadas en ciertos enclaves montañosos. Sin embargo, en la presente década se han expandido masivamente originando notables pérdidas en los cultivos»

Efectivamente, las investigaciones realizadas en los años 70 por el biólogo José Rey ubicaban a esta especie únicamente en la vertiente sur de la cordillera Cantábrica y en las sierras de Albarracín y Javalambre. Los datos fueron corroborados por otros especialistas. Por lo visto, la especie pudo bajar por algunos valles fluviales del norte en los que los alfalfares eran abundantes, aunque la información no es suficiente. Pero desde comienzos de la década de los 80 ya se tenía noticia de algunos Microtus arvalis en la provincia de Valladolid. Una expansión de esta magnitud no tiene precedentes entre los fenómenos ecológicos conocidos en la Meseta Norte española.
Desde entonces, en el valle del Duero se producen explosiones demográficas de topillos campesinos, cada tres o cuatro años, en tal cantidad que llegan a constituir una plaga especialmente nociva para la economía agrícola. Si en condiciones normales la densidad poblacional estimada de los topillos campesinos en la estepa castellana es de 5 a 10 individuos por hectárea, en los ciclos de superabundancia se superan los 200 individuos por hectárea. Esta es una cifra mínima, pues las cantidades reales son poco menos que imposibles de calcular; Juan Delibes de Castro realizó un muestreo en varias fincas de la provincia de Burgos, anotando, en octubre de 1983, hasta 1294 especímenes por hectárea de alfalfa, 382 por hectárea de cereal y 182 por hectárea de baldío.
| Densidad de topillos por hectárea |
|                                   |

El especialista Ángel María Arenaz, considera posible prever la magnitud demográfica de las plagas de topillos haciendo recuentos invernales. Así, si en enero se superan los 50 individuos por hectárea es previsible un nivel peligroso en verano; pero si es inferior, lo normal es que no haya peligro de invasión. Este autor sostiene, incluso, que es posible adelantar las previsiones en función de las lluvias otoñales: las precipitaciones más intensas son desfavorables para la reproducción. Para poder realizar las prevenciones oportunas para un año agrícola dado, sería necesario realizar censos periódicos por medio de trampas homologadas, colocadas adecuadamente en los alfalfares durante los meses de septiembre, febrero, mayo y agosto.
Como indica el naturalista, Juan Carlos Blanco, «...en España no existe ninguna información sobre el tema.», salvo, quizá en ciertas áreas de los Pirineos o extrapolaciones realizadas con datos de países vecinos. A pesar de la repetición, casi rutinaria de estas explosiones demográficas, carecemos de datos fiables y, ni siquiera se ha llegado a conocer su causa.
Acerca de la plaga que ha tenido lugar en el verano de 2007 y que, al parecer, es una de las más intensas que se han dado jamás, la Junta de Castilla y León ha proporcionado diversa información basada en la que le facilitan las cámaras agrarias municipales y las asociaciones de agricultores, aunque obviamente solo se trata de estimaciones, pues, no hay un estudio completo de la situación. La infestación de topillos fue declarada oficialmente una Plaga mediante una orden del 27 de marzo.
| León Palencia Valladolid Salamanca Zamora Soria Segovia Ávila Burgos |

Algunos habitantes del ámbito rural han llegado a acusar al movimiento ecologista de «repoblar» las tierras con especímenes de criadero destinados a alimentar a las rapaces. En su momento se acusó también a la desaparecida ICONA y, como mínimo, se achaca a la administración autonómica por inhibirse ante el problema, dando la espalda a los agricultores para beneficiar a determinados grupos ideológicos. Tan arraigada está la idea de la suelta de topillos, que resulta poco menos que imposible explicar a los paisanos que las plagas se deben a causas naturales. Fernando Franco Jubete explica esta leyenda con las siguientes palabras: 

«...los topillos son seres creados en laboratorios y reproducidos por millones en no se sabe qué granjas ignotas para ser soltados, como alimento de rapaces, desde misteriosos todoterrenos y helicópteros. Consecuentemente los culpables son los que lo consienten, lo financian y lo ejecutan: "el Gobierno", "Medio Ambiente", "el ICONA", "los ecologistas".»
Jubete, 2007

Es cierto que la abundancia de topillos beneficia a todo tipo de depredadores, no solo a sus enemigos habituales: algunas rapaces nocturnas, como lechuzas; mustélidos, por ejemplo, comadrejas y rapaces diurnas como el elanio azul; sino a todo tipo de depredadores generalistas como rapaces, cánidos, félidos, córvidos, cigüeñas, garzas, etc. Esto hace que la presión sobre otras presas potenciales se reduzca, favoreciendo la proliferación de perdices, codornices, conejos, y otros animalillos. Pero también aumenta el número de predadores. En algunos casos, los animales que han venido alimentándose de topillos (en especial ciertas rapaces) son especies migratorias o, incluso, oportunistas poco especializadas (como las cigüeñas), por lo que, la disminución de las presas, si coincide con su partida, posiblemente que no tenga consecuencias. Pero los predadores estables, para adaptarse a la nueva situación de "escasez", deben buscar otras fuentes de alimentos, esto es, vuelven a centrarse en sus presas más habituales y, siendo más numerosos, provocan un efecto rebote pernicioso difícilmente favorable.
Una expansión como la que han protagonizado los topillos tiene que haberse originado en una zona donde la población nativa fuese densa y estable; que, además, haya sufrido algún tipo de estímulo dispersante y que haya encontrado rutas de transmisión favorables (la concentración parcelaria, las mejoras en la red de transporte, la expansión del regadío en las vegas fluviales…). Una vez colonizada la cuenca duriense, los alfalfares, sus lugares predilectos, actuarían como resguardos desde los que, en determinadas condiciones favorables, se podría desatar la plaga. Las hipótesis barajadas sobre el desencadenante de este fenómeno son: 
- Para ciertos especialistas, las plantas podrían tener cierta influencia en la fertilidad de los animales (causa fenotípica): la superficie dedicada al regadío en el centro del valle del Duero ha aumentado exponencialmente en los últimos 20 años, precisamente cuando más habituales se han hecho las plagas (la alfalfa y la remolacha están entre sus principales fuentes de nutrición). Sin embargo, las fluctuaciones de la población solo se explican como resultado de una mejora evidente de las condiciones de vida en casos muy concretos que no son cíclicos, a lo que se une que, en condiciones normales, «los ratones en amplias tierras..., consumen sólo un 1-2 % del alimento disponible. Esto se debe a que una cantidad considerable del material vegetal, mayor que la utilizada por esos mamíferos, la consumen los insectos.».[42]
- Otra hipótesis pone el énfasis en la depredación como factor de control de la especie. La falta de enemigos aceleraría su abundancia («...la predación juega un papel esencial en los ciclos de abundancia de los microtinos».[40] Se ha demostrado que los roedores pueden multiplicarse masivamente ante la escasez de enemigos naturales; relacionado además, con la riqueza biológica (las plagas son mayores cuanto más pobre es el ecosistema). Los pocos predadores que existen son incapaces de detener el incremento poblacional, pero poco a poco reaccionan, reproduciéndose velozmente y concentrándose en los focos de expansión de las presas. Al año siguiente, los numerosos carnívoros (especialistas, generalistas u oportunistas) es suficiente para diezmar la población de roedores. Dado que las presas son literalmente exterminadas, los predadores se ven obligados a cambiar de dieta.[43] Pero las alternativas no suelen ser suficientes, por lo que el número de cazadores va descendiendo poco a poco, durante dos, tres o cuatro años, hasta regresar al nivel de escasez que permite una nueva explosión demográfica.[44]
- También se propone las causas serían endógenas (genotípicas), los propios topillos modificarían su conducta social y reproductora provocando una superabundancia sistémica o su reducción poblacional:[45] los roedores, casi más que cualquier otro mamífero, tienen una gran capacidad reproductora, pero esta suele estar inhibida haciendo que sus poblaciones se mantengan más o menos estables. Sin embargo, a veces se produce una reproducción sin limitaciones. En estas condiciones se genera una dura competencia interna por la supervivencia (ya sea por el espacio, el alimento, la depredación...). Lo natural es que exista un importante número de individuos marginales, sobrantes, que no son capaces de integrarse socialmente, que carecen de un territorio estable, que tienen serias dificultades para acceder al alimento o para reproducirse. En pocas palabras, ocupan la base de la pirámide social de la colonia. De este modo son los mecanismos intrapoblacionales los que controlan su densidad, cambian las señales oloríficas, los sistemas de comunicación y otros mecanismos que afectan sobre todo a los individuos de menor rango en los que aumenta el estrés. Los roedores reaccionan al estrés aumentando sus secreciones adrenales, reduciendo su capacidad reproductora y volviéndose más vulnerables a las enfermedades de las que ellos mismos son portadores.[46]

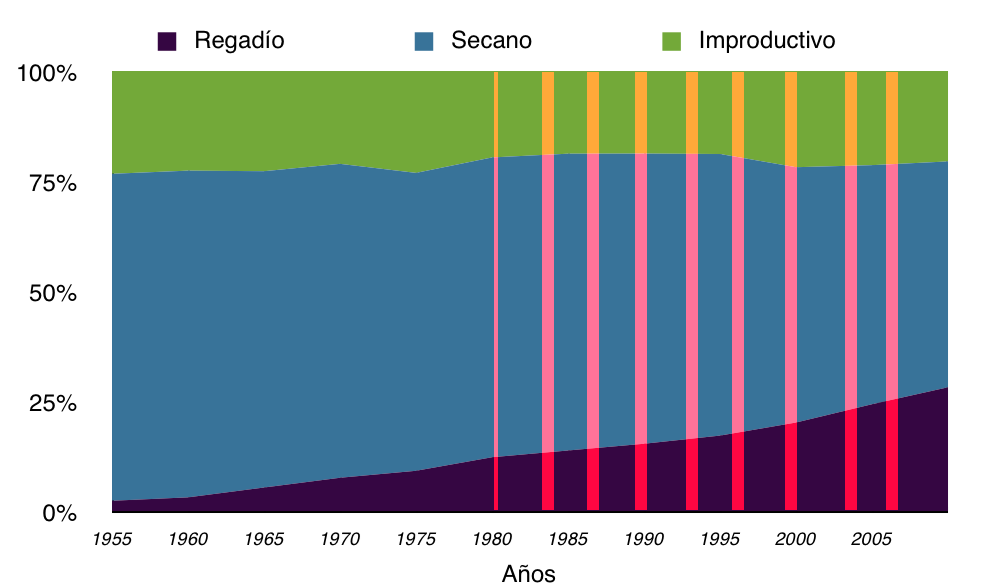
Evolución de las superficies cultivadas y las plagas de topillos al sur de la provincia de Valladolid. Fuente: Cámaras agrarias de la Comarca de Medina del Campo.

Es imprescindible diferenciar las causas de la expansión del topillo campesino desde ambientes montañosos originarios hasta el valle del Duero (inexistente hasta principios de los años 80), de esas otras causas que provocan los picos reproductivos. Está bastante claro que las actividades humanas afectan directamente a las poblaciones de roedores, ya que involuntariamente se mejoran sus condiciones de vida al cultivar sus alimentos predilectos o al crear hábitats favorables para su desarrollo. Así, la primera hipótesis sirve para explicar la colonización de la Meseta Norte, pero no el boom demográfico o la existencia de los altibajos recurrentes, por lo demás, comunes a toda la familia de arvicolinos: se trata de ciclos naturales causados por factores internos (comportamiento social), y coadyuvados por otros externos (alimentación-depredación).

## Combate de las plagas y sus efectos
Una condición esencial para combatir cualquier tipo de plaga es tener la mayor cantidad de información, causas, ciclos, desarrollo. Este tipo de casos se dan continuamente, pero no puede aplicarse la misma solución siempre. Lo primero que hay que hacer es identificar al responsable de los daños y, después, obrar lo más rápido posible. Sin embargo, en España no hay suficientes estudios actualizados en profundidad sobre el tema y es necesario recurrir a publicaciones de hace unos años, o extrapolar las experiencias del extranjero. Por el contrario, el material encontrado en internet, o en los medios de comunicación, es tan abundante como sesgado e inutilizable (salvo excepciones).
Según declaraciones del biólogo Juan José Luque-Larena, de la Escuela Técnica Superior de Ingenierías Agrarias de la Universidad de Valladolid: 

«Hay una falta de rigor absoluta, mucha confusión y no se investiga. Al aparecer la gripe aviar no se cuestionó que hacía falta investigar, pero de los topillos habla cualquiera.»

### Medidas preventivas
Una plaga en estado avanzado es imposible de erradicar, a lo sumo se puede contener su número, se pueden eliminar algunos focos o se pueden paliar sus daños; pero para tener éxito es necesario prevenirla, y el primer paso para ello es el censo de las poblaciones de animales dañinos. Los censos de topillos deben realizarse en regiones concretas, aquellas que habitualmente son las más proclives, con métodos de trampeo homologados, tal como se ha indicado más arriba o por medio de la observación.
El censo puede ser la mejor orientación de la futura evolución de la población de roedores, en el caso de Microtus arvalis, si las poblaciones censadas en enero no superan las 50 ud./ha el peligro puede considerarse inexistente. Si esta cantidad se supera y, aún más, si el invierno es suave, hay que comenzar a actuar para prevenir la plaga.
Cuando el alimento es escaso, el uso de veneno (siempre bajo control de las autoridades pertinentes) es muy efectivo, ya que los topillos no tienen muchas opciones frente a los cebos ofrecidos. Esto es, el veneno es mucho más efectivo en invierno.
Otras medidas preventivas eficaces consisten en ayudar y proteger a los enemigos naturales de los pequeños roedores (rapaces, comadrejas, zorros, cigüeñas…): la ley debe proteger las rapaces y se pueden instalar posaderos o lugares de anidamiento y cría.

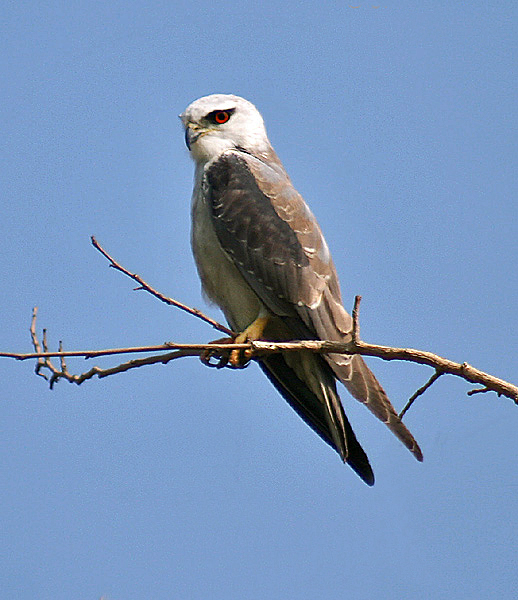
Elanio azul en su posadero natural.
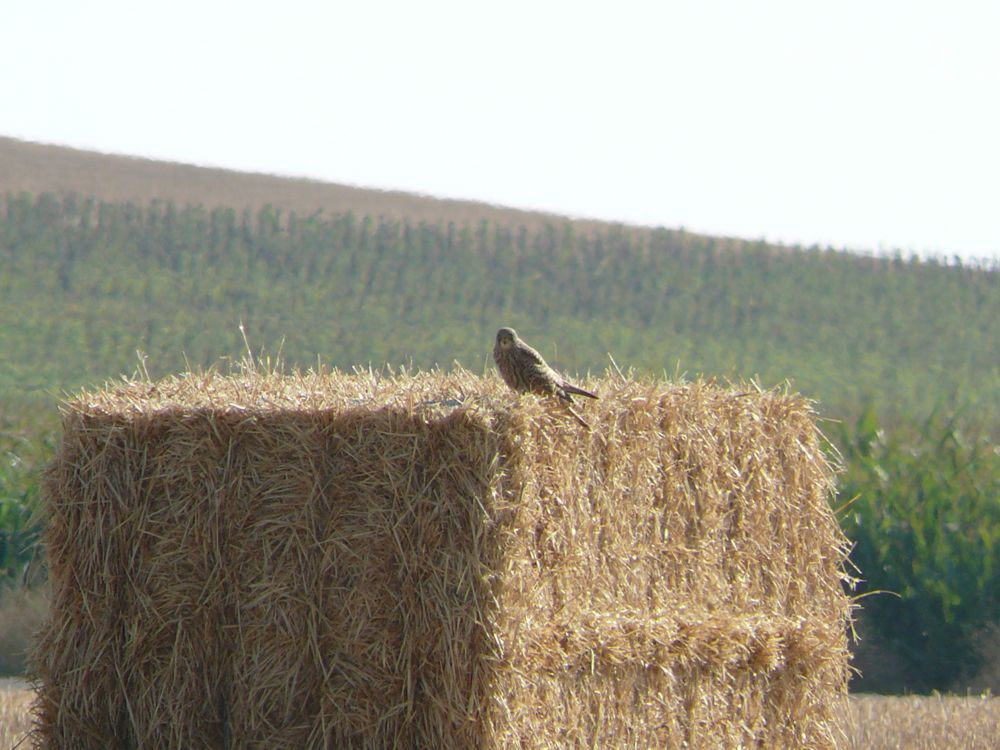
Las pacas de paja son posaderos improvisados para las rapaces.
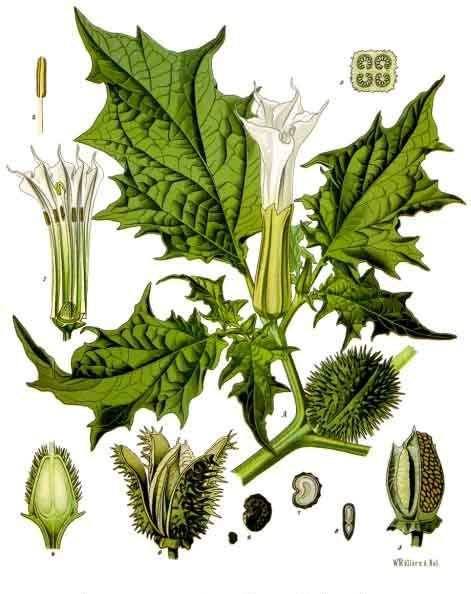
El fruto del estramonio, planta que suele ser ignorada por los topillos.
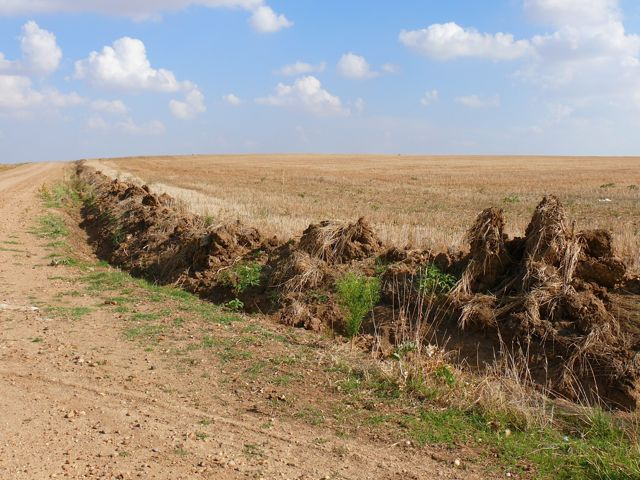
Limpieza en profundidad de cunetas para eliminar madrigueras.

Para fincas pequeñas el empleo de plantas repelentes puede ser un buen paliativo, por ejemplo, solanáceas como el estramonio, que resulta tóxico por la atropina y la escalopina que contiene, o la belladona u otras plantas de la misma familia, que también tienen una gran concentración de atropina, especialmente en la raíz. Similar función tienen la Ruda, la cebolla albarrana, la fritillaria y el ricino.
Las plagas son más efectivas en zonas donde predomina un solo tipo de explotación (y más si esta se repite año tras año), de modo que la variación y la rotación de cultivos favorece el control de la población de topillos. La limpieza y cuidado del campo es una medida muy adecuada también, pero siempre respetando la diversidad ecológica. El laboreo en profundidad de barbechos, la eliminación de malas hierbas en tierras de labor, eras, cunetas, canales, cauces de ríos secos (muy abundantes en algunas zonas de Castilla y León) y en la base de los árboles, contribuye a dificultar la expansión de los topillos. Permitir o favorecer el pastoreo de los rastrojos es doblemente eficaz (el ganado aplasta muchas madrigueras y limpia el terreno). La destrucción de sus madrigueras por medios mecánicos; la creación de zonas sin alimento, es decir, eriales o áreas cubiertas de plástico, o el empleo de repelentes químicos, los obliga a concentrarse allá donde se estén colocados las trampas o el veneno. En definitiva, a mayor riqueza en los biotopos, menor vulnerabilidad a las plagas: la buena gestión agropecuaria y ambiental es la mejor arma para prevenir el desastre.
Una vez comenzada la plaga es necesario potenciar cualquier medida que sirva para reducir sus efectos, favoreciendo a los depredadores naturales.

### Trampeo

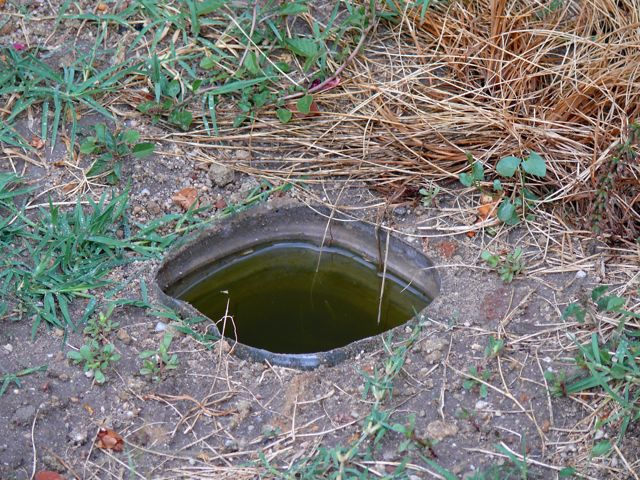
Sencilla trampa de agua.

El trampeo del topillo campesino puede realizarse de forma muy sencilla, dado que es un animal incapaz de saltar o trepar. El modo más extendido es colocar pequeños recipientes llenos de agua cercanos a sus comederos, para que se ahoguen; también son muy efectivas las cajas metálicas de la asociación francesa I.N.R.A.
De todos modos el trampeo es prácticamente inútil en grandes extensiones, solo sirve (aparte de para hacer muestreos), en superficies pequeñas y bien controladas: parques, jardines, huertos, piscinas, en general, fincas no muy extensas.

### Quema de rastrojos

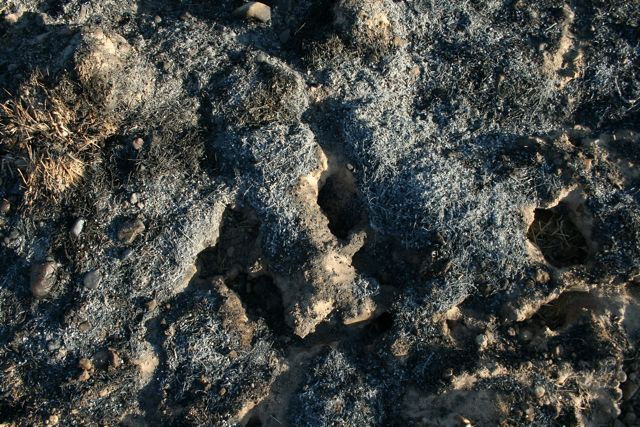
Madrigueras en un rastrojo quemado.

En el año 2005, siguiendo directrices de la Unión Europea y con objeto de evitar el riesgo de incendios, el gobierno español prohibió la quema de rastrojos en todo el territorio nacional (Real Decreto ley 11/2005 de 22 de julio que regula en su artículo 13 las actividades prohibidas en materia de incendios forestales.) A raíz de la plaga de topillos de 2007, muchas asociaciones agrarias solicitaron permiso para recuperar esta costumbre como un medio de combatir a los roedores. A pesar de que el permiso no se ha concedido, la Junta de Castilla y León ha decidido experimentar la quema controlada, como medida excepcional, en algunos puntos concretos, para evaluar su efectividad en la lucha contra la plaga. Se ha dado prioridad a áreas donde predomina el regadío o en las regiones con denominación de origen de productos agrícolas.
Tras unas semanas de observación, parece claro que la combustión de la paja no produce suficiente calor para matarlos. Se alcanzan, como máximo, 200 °C, que afectan a los 10 centímetros superficiales de la tierra, con lo que la inmensa mayoría de especímenes son capaces de refugiarse en sus madrigueras.
Algunas organizaciones agrarias, en concreto, ASAJA, COAG, UCCL y UPA, apoyadas por el consejo del ingeniero Fernando Franco Jubete (también de la Escuela de Ingenierías Técnicas Agrarias), consideran que la quema puntual es ineficaz y que esta debería ser generalizada para tener algún éxito, así se obligaría a los roedores a refugiarse en los llamados cortafuegos donde se les aplicarían medidas químicas.
Aunque las zonas calcinadas ahuyentan a los topillos, pues carecen de alimento o refugio, y quedan teóricamente esterilizadas, la quema sigue siendo perniciosa para otras especies y, al fin y al cabo, es un peligro potencial que puede tener un impacto biológico muy negativo: cualquier microorganismo que vive en los 10 cm afectados muere, lo que anula su capacidad de airear y fertilizar la tierra, aumentan el azufre y el carbono, y desaparece el nitrógeno, con lo que los abonos que equilibren el pH son más necesarios. La fauna de pequeño tamaño (reptiles, insectos, liebres, aves...) se ve muy afectada, y prácticamente desaparece de la tierra quemada. Por otra parte, los topillos abandonan las fincas quemadas y se trasladan, sin problema, a otras, con lo que puede propiciarse la colonización de zonas menos afectadas.

### Medidas químicas (uso de venenos)

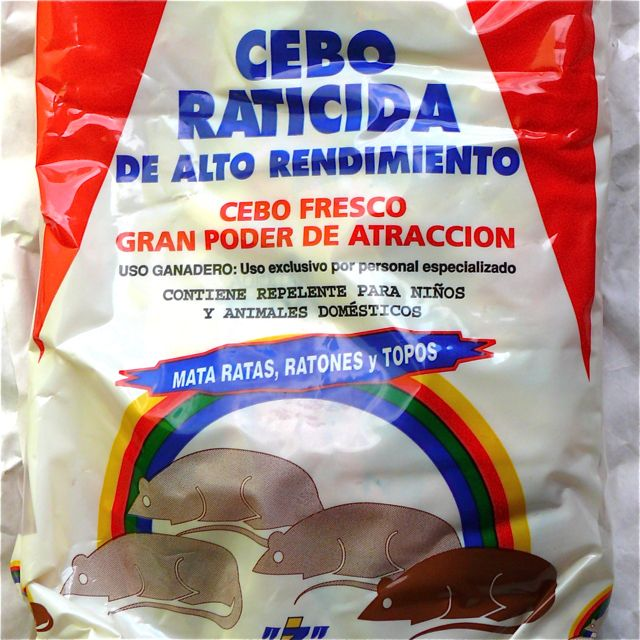
Bolsa de cebo raticida: Clorofacinona (anticoagulante de primera generación) en parafina aromatizada, utilizado para combatir la plaga.

El empleo de venenos debe ser una medida tomada con mucha cautela, pues, si no se manipulan adecuadamente, pueden causar más daños que beneficios. Además, dadas las posibles consecuencias para el medio natural, hay que pensárselo dos veces antes de alterarlo de esta manera tan virulenta como es la colocación de productos tóxicos. A pesar de ser un remedio barato y, en apariencia, de fácil aplicación, es necesario seguir unas normas de seguridad estrictas para proteger tanto a humanos como a animales; esto implica no actuar por cuenta propia, someterse al control de las autoridades competentes, seguir las instrucciones del etiquetado, no superar las dosis recomendadas y recibir la formación o información adecuada por parte de técnicos en la materia, para que quienes van a diseminarlos (por lo común, los propios agricultores) estén bien adiestrados y dispongan de las medidas de seguridad necesarias para protegerse. La elección de la sustancia debe ser específica para el objetivo que se desea lograr: en este caso hablamos de rodenticidas (venenos que matan a las ratas, ratones y topillos) y, si es posible, de un espectro lo más específico posible, para que afecte solo a la especie a erradicar, esto es, el topillo campesino.
Estos productos fitosanitarios son mucho más eficaces antes de la eclosión primaveral, cuando el alimento de los topillos escasea, su número es bajo y las poblaciones están agrupadas. En cambio, utilizarlos cuando la plaga ya está completamente extendida puede tener efectos muy locales, pero no solucionan el problema globalmente.
Generalmente hay dos tipos de rodenticidas, los agudos y los anticoagulantes. Los venenos agudos actúan casi de inmediato, con una sola dosis; pero son muy peligrosos ya que, no solo pueden intoxicar a la persona que los manipula, sino que pueden pasar a la cadena trófica y matar a otros animales (generalmente depredadores); por otro lado, muchas de estas sustancias son inestables y sus efectos impredecibles. Además, el roedor muere habitualmente junto al cebo, con lo que ahuyenta a sus congéneres al asociar el cebo con la muerte de su compañero; de este modo, el lugar donde se ha colocado el veneno deja de ser adecuado. La toxicidad de muchos venenos agudos es tan alta que la mayoría de ellos han sido prohibidos y su utilización puede constituir un delito. Uno de los pocos permitidos es el Fosfuro de aluminio, pero es tan mortífero que solo puede ser manipulado por técnicos especializados.
Los venenos anticoagulantes son los más apropiados para tratas plagas como la de los topillos. En este casi también es necesario comprobar su legalidad. De hecho su utilización debe hacerse con los permisos pertinentes y bajo supervisión. La Junta de Castilla y León ha determinado conceder permiso e, incluso, distribuir la Clorofacinona, un derivado del difenilindano en diversas presentaciones (esencialmente, líquido oleomiscible, pasta, cereal granulado, bloques aromatizados, etc.). La Clorofacinona está siendo evaluada por la Comisión Europea con el objeto de determinar su definitiva aprobación o prohibición, aunque por el momento es perfectamente legal y está autorizado en el Registro de Productos Fitosanitarios del Ministerio de Agricultura, Pesca y Alimentación.
En cualquier caso, estos biocidas necesitan que el animal los consuma varias veces y tienen un periodo de latencia de varios días. El veneno ataca al hígado, al corazón y los pulmones, provocando síntomas neurológicos y hemorragias internas. Los topillos suelen morir lejos del comedero, generalmente en sus madrigueras y sin mostrar señales de dolor ni agonía; sus congéneres no son capaces de relacionar la muerte con el lugar preparado para atraer a los roedores y éste sigue siendo frecuentado bastante tiempo. El problema es que también pueden morir en la superficie, quedando su cadáver a disposición de animales carnívoros.
Este es un asunto serio, aunque no se conocen sus consecuencias auténticas. Si se diese el caso de que los predadores sufriesen un envenenamiento secundario, el empleo de rodenticidas se volvería contraproducente: si la población de enemigos naturales del topillo se reduce por esta causa, las futuras plagas pueden llegar a ser más graves.
En España no hay estudios que puedan indicar el espectro activo de la Clorofacinona, aunque sí que hay trabajos de campo realizados con este mismo veneno en Estados Unidos llevados a cabo por la Agencia de Protección Ambiental de los Estados Unidos. De ellos se infiere que, al ser un anticoagulante de primera generación, el veneno en cuestión es más virulento en pequeños mamíferos que en aves o ganado, si bien esto depende del grado de exposición. Además, la Clorofacinona pierde toxicidad en contacto con la humedad. No obstante lo dicho, pudo establecerse que existe riesgo real con todo tipo de animales, no solo roedores, siendo especialmente sensibles algunas aves como las avutardas, las alondras, las calandrias, la perdices y las anátidas. Los mamíferos, los más vulnerables se ha comprobado que son los conejos y las liebres (con una mortandad superior al 80 %) y entre el ganado, la Clorofacinona se mostró muy perjudicial para los corderos, muchos de los cuales murieron.
Dado que la Clorofacinona y otros anticoagulantes son venenos de amplio espectro, esto es, pueden afectar a cualquier especie que los consuma: es, por tanto, necesario asegurarse de que solo los topillos tengan acceso a ellos. Para ello, puede colocarse el cebo en la boca de las madrigueras, en sendas o en comederos, pero siempre protegidos por tubos con un diámetro reducido, para que otros animales no puedan alcanzarlo. En Castilla y León se está usando el plástico, pero el metal sería más adecuado por soportar mejor las tormentas, remoción de tierras, deterioro y posibles arrastres. El tratamiento debe repetirse cada cuatro o cinco días. Hay que señalizar las zonas tratadas, para alertar a los transeúntes de la presencia de tóxicos peligrosos.

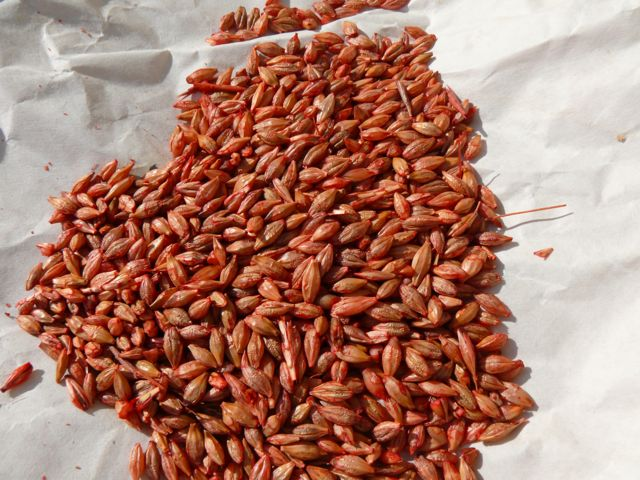
Clorofacinona presentada en granos de cebada.
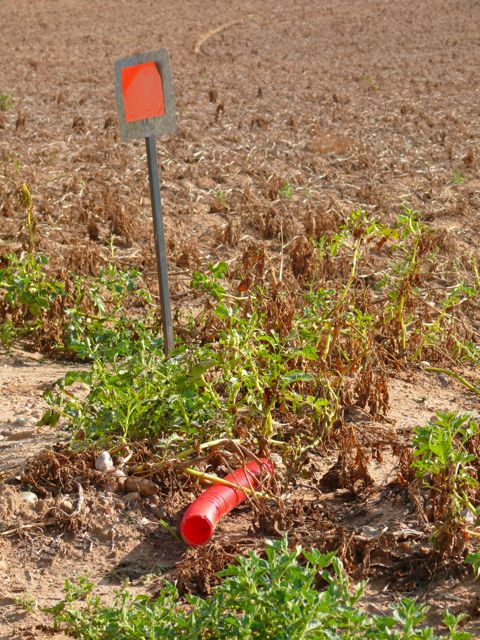
Terreno con tubos de plástico y la señalización de tratamiento fitosanitario.
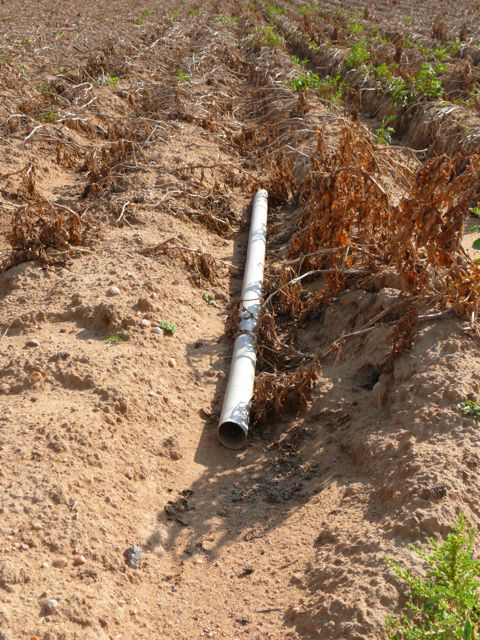
Tubo metálico, mucho más seguro, pero más incómodo de manipular.
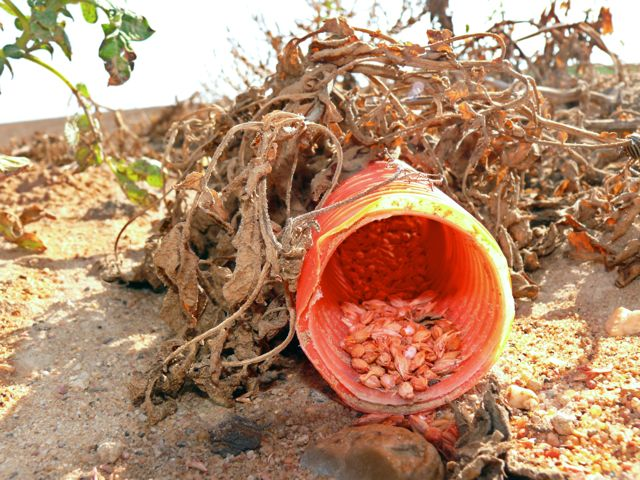
Colocación demasiado accesible del veneno.

Los inconvenientes de este rodenticida es que su aplicación no garantiza la erradicación de la plaga y ni siquiera la Junta se atreve a asegurar que no vaya afectar a animales de gran importancia ecológica. Existen precedentes que demuestran que un mal uso puede llegar as ser catastrófico. También existen datos de que los anticoagulantes pueden pasar a la cadena trófica, si los carnívoros consumen animales debilitados por el veneno o que no lo hayan metabolizado por completo.
En marzo de 2007, cuando la plaga ya se había extendido ampliamente por Tierra de Campos (Provincia de Palencia), las autoridades de la Junta de Castilla y León decidieron dispensar Clorofacinona en forma de granos a lo largo de 20 000 hectáreas de terreno. Desgraciadamente el veneno no se preparó adecuadamente afectando masivamente a palomas, lagomorfos, aláudidas, jabalíes y aves cinegéticas o protegidas. Algunas asociaciones ecologistas, entre ellas WWF/Adena, denunciaron a la Junta por un delito contra la salud pública. Casi todas las acusaciones se dirigieron contra el Servicio Territorial de Agricultura y Ganadería de Palencia; poco después a las quejas se sumaron Global Nature Fund, la Coordinadora para la Defensa de la Cordillera Cantábrica y Ecologistas en Acción. La denuncia pasó a la Fiscalía de la Audiencia de Palencia, y el Servicio de Protección de la Naturaleza (SEPRONA) de la Guardia Civil comenzó a investigar con la ayuda del Departamento de Toxicología de la Universidad de León. Un atestado del SEPRONA avisa de los resultados provisionales de sus pesquisas: 

«Consideramos que estos animales son un riesgo para la salud pública y no deben en ningún caso ser consumidos por la población hasta que cese el uso masivo de este rodenticida»

El ya citado Doctor ingeniero agrónomo, Fernando Franco Jubete se opuso también a esta decisión supuestamente tomada por las autoridades: «Nunca debió aprobarse el tratamiento con clorofacinona, una barbaridad ecológica que no resolvió nada (...) un producto químico de amplio espectro no puede tirarse de forma generalizada porque provoca un desastre ecológico».
Referente a este desgraciado asunto, el secretario general de la Unión de Pequeños Agricultores (UPA) de Palencia, Domiciano Pastor, explica que habían mandado avisos a la Junta desde el mes de septiembre de 2006, pero la respuesta de las autoridades tardó demasiado. Sobre el envenenamiento accidental de otros animales añade que «No hubo tantas muertes, pero si el método no es bueno no queremos que se use».

## Conclusiones provisionales
No es posible, por el momento, establecer unas conclusiones aceptables sobre el problema de las plagas cíclicas de topillo campesino en Castilla y León porque, desafortunadamente, no se ha invertido lo necesario en su investigación. Todo lo que se propone es poco más que hipótesis de trabajo más o menos plausibles pero que no han sido contrastadas suficientemente.
No se conocen las causas exactas de la expansión de esta especie, desde sus territorios originarios en la montaña cantábrica, hasta el valle del Duero, un territorio a priori desfavorable para los topillos. Posiblemente, los cambios en los usos ganaderos, la modernización de la agricultura y de la red viaria haya tenido algo que ver, pero, ¿cómo afirmarlo sin pruebas? Tampoco se sabe a ciencia cierta por qué se da esa explosión demográfica cada tres o cuatro años; la hipótesis del invierno benigno y húmedo es aceptada, pero no se ha hecho ni una sola correlación entre los cambios climáticos anuales y las plagas. Desde algunos sectores científicos se propone aplicar herramientas predictivas y modelos estocásticos que interrelacionen la demografía de los topillos, la variabilidad climática y las repercusiones económicas y ecológicas.
No se han hecho cálculos serios sobre los daños, las diferentes consejerías de la Junta de Castilla y León se conforman con las encuestas llevadas a cabo, sin el rigor necesario, por las Cámaras Agrarias locales. Tampoco hay estudios sobre la relación del topillo con sus depredadores (siempre se recurre a extrapolaciones de otras especies mejor conocidas) que, a menudo se convierten en víctimas inocentes, pues los agricultores las ven como sus enemigos (los rumores de las supuestas repoblaciones de topillos para alimentar rapaces no dicen mucho en su favor); cuando, paradójicamente, es al contrario: la escasez de depredadores podría ser la causa de la plaga.

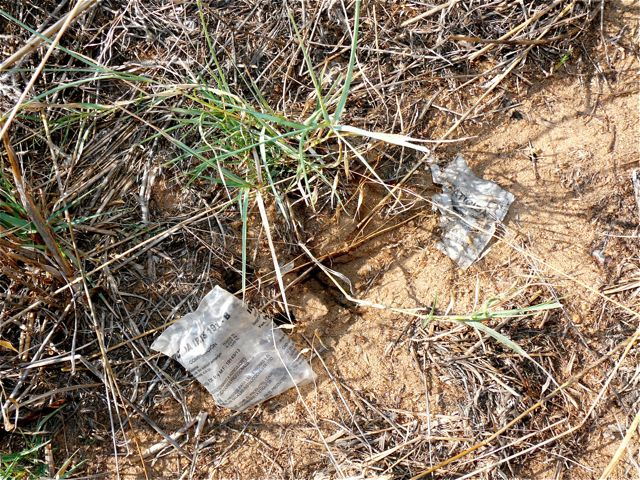
Bolsitas de veneno roídas, esparcidas por el campo. La de plástico es Bromadiolona, la de papel es Clorofacinona.

El empobrecimiento de los biotopos castellano-leoneses debe influir en cierto modo, pues, es sabido que cuanto más pobre es un ecosistema más vulnerable es ante cualquier plaga. Este empobrecimiento se debe a la mayor extensión del monocultivo, a la utilización masiva de productos fitosanitarios, a la alteración de especies cultivadas, pero, en especial a la destrucción de pequeños vestigios de superficies naturales. Lo que comúnmente se denominan «perdidos», «baldíos», o «terrenos improductivos» son considerados por los campesinos los reservorios de los topillos. Pero son los alfalfares donde éstos se reproducen, mientras que las rapaces, los zorros y otros animales necesitan estos refugios. Hay, pues, que proteger, respetar y recuperar esos hábitats donde viven especies de gran valor: ribazos, regatos, áreas de monte bajo, retamales, carrascales, baldíos, setos, bosquetes, lavajos, humedales, etc., que, si bien no parecen económicamente aprovechables, son irreemplazables desde el punto de vista natural.
En todo caso, los picos poblacionales deben tener causas tan complejas e imbricadas que su solución es impensable en este momento: sería necesario plantear programas de investigación a largo plazo que incluyan, en especial, el estudio en profundidad de la especie dañina, invirtiendo en proyectos científicos multidisciplinares; también hay que poner en marcha medidas preventivas que vayan desde los censos realizados por especialistas, la vigilancia, la adecuada gestión ambiental, la concienciación y la colaboración entre diferentes organismos oficiales y académicos (SEPRONA, organizaciones agrarias, universidades, instituciones políticas…).

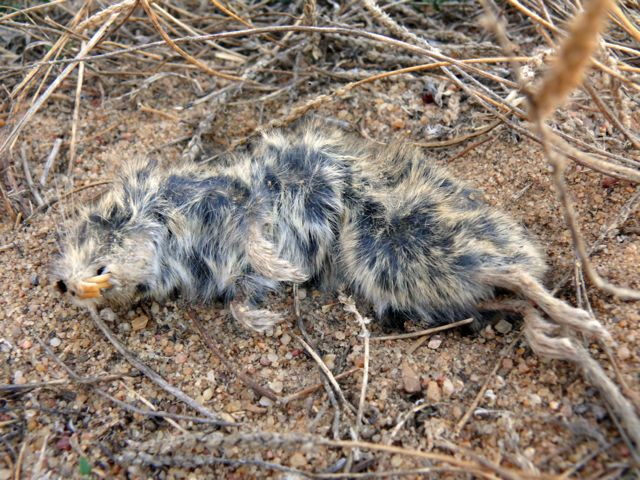
Cadáver de topillo.

Respecto a la remisión de la población de topillos, insistimos en que, dado que no se han hecho estudios lo suficientemente serios, no podrá saberse si el final de la plaga se debe a las medidas tomadas contra ella, o a que esta llega al final de su ciclo biológico por causas meramente naturales. Tampoco sabemos qué consecuencias tendrá para el campo la utilización de un arsenal químico tan potente como el que hemos podido observar en los cultivos. Los experimentos de algunas instituciones, como la quema de rastrojos, son meramente cosméticos a estas alturas del año. La politización del tema no ha beneficiado a quienes tienen un sano interés por conocer el problema, desbordados por la avalancha de opiniones, vivencias y propuestas aparecidas en los medios de comunicación. Los biólogos, los etólogos, los naturalistas, los ingenieros agrícolas..., son casi los que menos han podido expresarse. El modo en que se ha enfocado el tema, incluso desde el otoño de 2006, ha sido totalmente contraproducente. Habría que considerar la posibilidad de cambiar nuestra postura de cara a las previsibles plagas que tendrán lugar, sin lugar a dudas, en torno al año 2010.

## Fin de la plaga
Durante el invierno, y a comienzos de 2008, la población de topillos en Castilla y León volvió a los baremos normales. La Junta de Castilla y León, según explicó Silvia Clemente, consejera de Agricultura y Ganadería, invirtió unos 24 millones de euros en acabar con la plaga. Como se demostró después, pese a los esfuerzos de la administración, los venenos no ayudaron a controlar la plaga, sino que la población de topillos se autorreguló, volviendo a cauces normales. Gran parte de dicha autorregulación fue también debida a factores climatológicos, como reconoció el alcalde de Fresno el Viejo, una de las localidades más afectadas.